# UCI Africa Tour 2024
Die UCI Africa Tour 2024 ist die 20. Austragung einer Serie von Straßenradrennen auf dem afrikanischen Kontinent, die zwischen dem 22. Januar 2024 und dem 6. Oktober 2024 stattfinden soll. Nach der Absage der Tropicale Amissa Bongo startete die Afrika-Tour erst am 18. Februar mit der Ruanda-Rundfahrt. Die UCI Africa Tour ist Teil der UCI Continental Circuits und liegt von ihrer Wertigkeit unterhalb der UCI ProSeries und der UCI WorldTour.
Geplant waren 8 Eintages- und 10 Etappenrennen, die in die UCI-Kategorien eingeteilt werden.

## Rennen
| Datum                    | Land | Rennen                                    | Klasse | Sieger                   | Team                       |
| ------------------------ | ---- | ----------------------------------------- | ------ | ------------------------ | -------------------------- |
| 22. – 28. Januar 2024    | GAB  | La Tropicale Amissa Bongo                 | 2.1    | abgesagt                 | abgesagt                   |
| 18. – 25. Februar 2024   | RWA  | Tour du Rwanda (Details)                  | 2.1    | Joseph Blackmore         | Israel-Premier Tech        |
| 17. – 21. April 2024     | TUN  | Tour de Tunisie International de Cyclisme | 2.2    | abgesagt                 | abgesagt                   |
| 30. April – 5. Mai 2024  | BEN  | Tour du Bénin                             | 2.2    | Achraf Ed Doghmy         | Marokko                    |
| 11. Mai 2024             | ALG  | Grand Prix de la Ville d'Oran             | 1.2    | Nassim Saidi             | Madar Pro Cycling Team     |
| 12. – 21. Mai 2024       | ALG  | Tour d'Algérie International de Cyclisme  | 2.2    | Nassim Saidi             | Madar Pro Cycling Team     |
| 21. – 26. Mai 2024       | MLI  | Tour du Mali                              | 2.2    | Yaya Diallo              | Mali                       |
| 22. Mai 2024             | ALG  | Grand Prix de la Ville d'Annaba           | 1.2    | Milias Maekele           | Eritrea                    |
| 24. Mai 2024             | ALG  | Grand Prix de la Ville d'Alger            | 1.2    | Hamza Amari              | Madar Pro Cycling Team     |
| 29. Mai – 9. Juni 2024   | CMR  | Tour du Cameroun                          | 2.2    | Clovis Kamzong           | SNH Vélo Club              |
| 31. Mai – 9. Juni 2024   | MAR  | Tour du Maroc                             | 2.2    | Axel Zuccarrelli         | Nice Métropole Côte d'Azur |
| 1. – 9. Juni 2024        | LBY  | International Tour of Libya               | 2.2    | abgesagt                 | abgesagt                   |
| 11. Juni – 14. Juni 2024 | MRS  | Tour de Maurice                           | 2.2    | Piotr Brożyna            | Team Felt Felbermayr       |
| 16. Juni 2024            | MRS  | Courts Mamouth Classique de l'ìle Maurice | 1.2    | Patryk Stosz             | Team Felt Felbermayr       |
| 19. September 2024       | ALG  | Grand Prix Sonatrach                      | 1.2    | abgesagt                 | abgesagt                   |
| 20. September 2024       | ALG  | Grand Prix Sonelgaz                       | 1.2    | abgesagt                 | abgesagt                   |
| 21. September 2024       | ALG  | Grand Prix Oranie                         | 1.2    | abgesagt                 | abgesagt                   |
| 1. – 5. Oktober 2024     | CMR  | Grand Prix Chantal Biya                   | 2.2    | Wesley van Dyck          | Shifting Gears Strategica  |
| 6. Oktober 2024          | CMR  | Grand Prix d'Ongola                       | 1.2    | Oussama Abdellah Mimouni | Madar Pro Cycling Team     |

## Gesamtwertung

### Einzelwertung
| Platz | Fahrer             | Nation | Team                    | Punkte |
| ----- | ------------------ | ------ | ----------------------- | ------ |
| 1.    | Biniam Girmay      | ERI    | Intermarché-Wanty       | 3352   |
| 2.    | Henok Mulubrhan    | ERI    | Astana Qazaqstan Team   | 569    |
| 3.    | Alexandre Mayer    | MRI    | Saint Piran             | 561    |
| 4.    | Merhawi Kudus      | ERI    | Terengganu Cycling Team | 549    |
| 5.    | Natnael Tesfatsion | ERI    | Lidl-Trek               | 525    |

### Teamwertung
| Platz | Team                   | Nation | Punkte |
| ----- | ---------------------- | ------ | ------ |
| 1.    | Madar Pro Cycling Team | ALG    | 962    |
| 2.    | Java-Inovotec Pro Team | RWA    | 344,99 |
| 3.    | May Stars              | RWA    | 70     |
| 4.    | Seuzcanaldiscovery     | EGY    | 63     |
| 5.    | Sidi Ali - Unlock Team | MAR    | 30     |

### Nationenwertung
| Platz | Nation    | Punkte  |
| ----- | --------- | ------- |
| 1.    | Eritrea   | 5757,33 |
| 2.    | Südafrika | 1589    |
| 3.    | Mauritius | 1251    |
| 4.    | Algerien  | 1126    |
| 5.    | Marokko   | 963,66  |